# پیترو استرادا
پیترو استرادا (انگلیسی: Pietro Strada؛ زادهٔ ۱۱ دسامبر ۱۹۶۹) بازیکن فوتبال اهل ایتالیا است.
از باشگاه‌هایی که در آن بازی کرده‌است می‌توان به باشگاه فوتبال پروجا، باشگاه فوتبال کوزنتسا کالچو، باشگاه فوتبال پارما، باشگاه فوتبال کرمونزه، باشگاه فوتبال سالرنیتانا، باشگاه فوتبال بولونیا، باشگاه فوتبال برشا، باشگاه فوتبال سمپدوریا، باشگاه فوتبال رجانا، باشگاه فوتبال آ. ث. لومتزانه، و باشگاه فوتبال جنوآ اشاره کرد.